# Felix Fabri

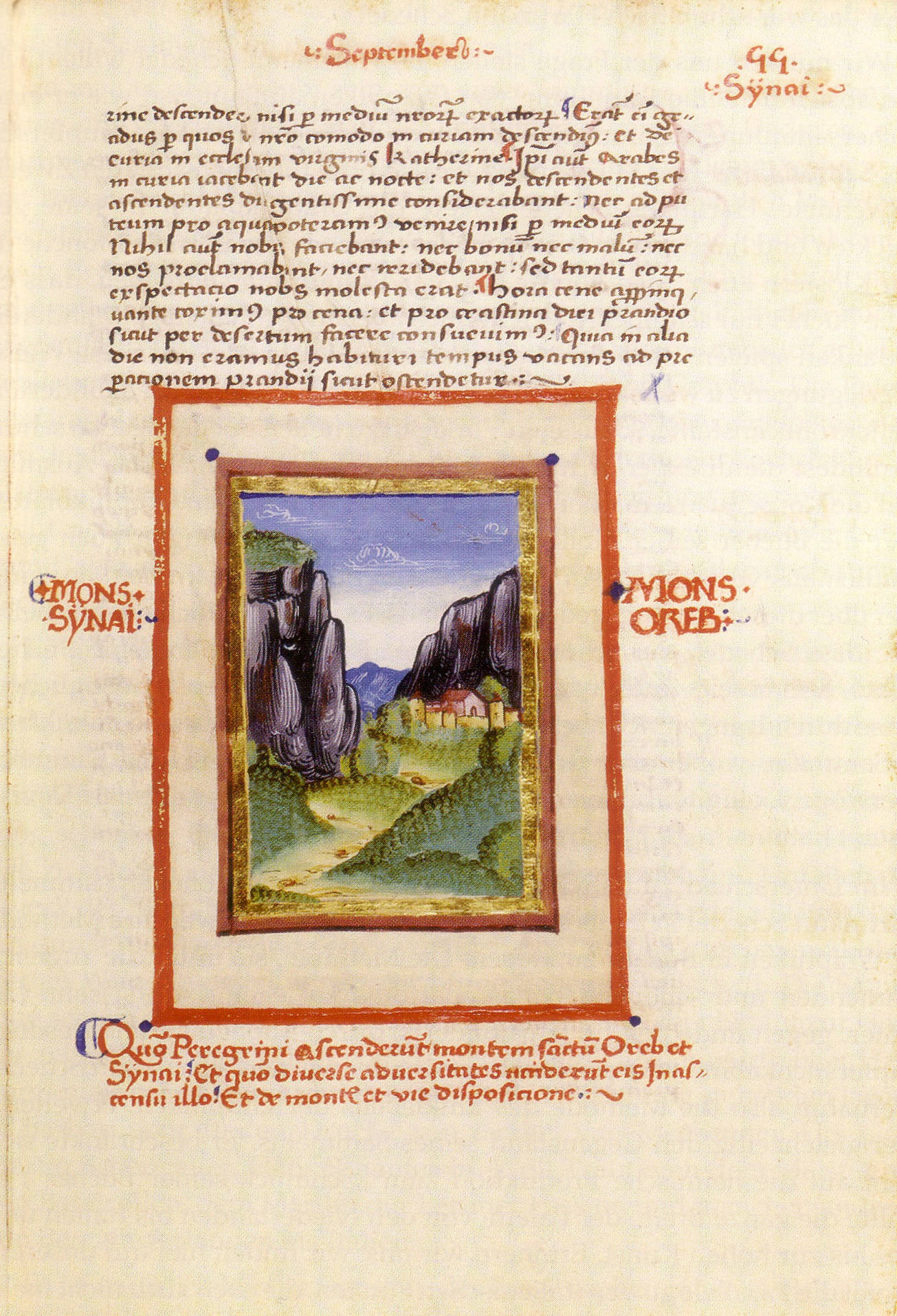
Eingeklebte Miniatur des Sinai in Hartmann Schedels Abschrift des Evagatoriums 1509

Felix Fabri, deutsch Schmid, oft auch (fälschlich) Faber (* um 1438/1439 in Zürich; † wohl 14. März 1502 in Ulm) war ein Dominikaner und Schriftsteller, der vor allem durch sein Evagatorium bekannt wurde, den umfangreichen und lebendigen Bericht über eine Reise ins Heilige Land. Die Allgemeine Deutsche Biographie bezeichnete ihn 1877 als den „hervorragendsten Pilger des 15. Jahrhunderts“.

## Leben
Felix Fabri war der Sohn des Jos Schmid und der Clara von Issnacht sowie ein Neffe des Zürcher Bürgermeisters Rudolf Stüssi. Er nannte sich selbst Fabri und signierte gern mit f.f.f. (Frater Felix Fabri). 1452 trat er in den Konvent des Predigerordens zu Basel ein, am Fest seiner Schutzheiligen Katharina von Alexandrien, dem 25. November. Genau ein Jahr später legte er die Ordensgelübde ab.
Fabri dürfte zu den Brüdern gehört haben, die 1468 von Basel zur Reform des Ulmer Konvents entsandt wurden. Hier wirkte er bis zu seinem Tod 1502 hoch angesehen als Lesemeister und Prediger. Zugleich betreute er als Seelsorger reformierte Frauenkonvente der Umgebung.
Eine Pilgerfahrt führte Fabri 1467 nach Aachen. In Ordensangelegenheiten reiste er 1476 nach Rom, 1482 nach Colmar, 1485 (oder 1486) nach Nürnberg und 1486 und 1487 nach Venedig. Fabri bereiste zweimal Palästina: 1480 und 1483/84. Seine Wallfahrten führten ihn von Ulm über Jerusalem zum Katharinenkloster auf dem Sinai und nach Kairo sowie nach Alexandria.
Fabri unterstützte die von den Dominikanern getragene Verbreitung des Rosenkranz-Gebets.

## Werke
Trotz der engen Beziehungen zu Buchdruckern (siehe unten) wurde von seinem umfangreichen literarischen Werk zu seinen Lebzeiten nichts gedruckt. Inzwischen sind fast alle bislang gedruckten Werke Fabris im Internet zugänglich.

### Evagatorium, der Bericht über die Reise ins Heilige Land

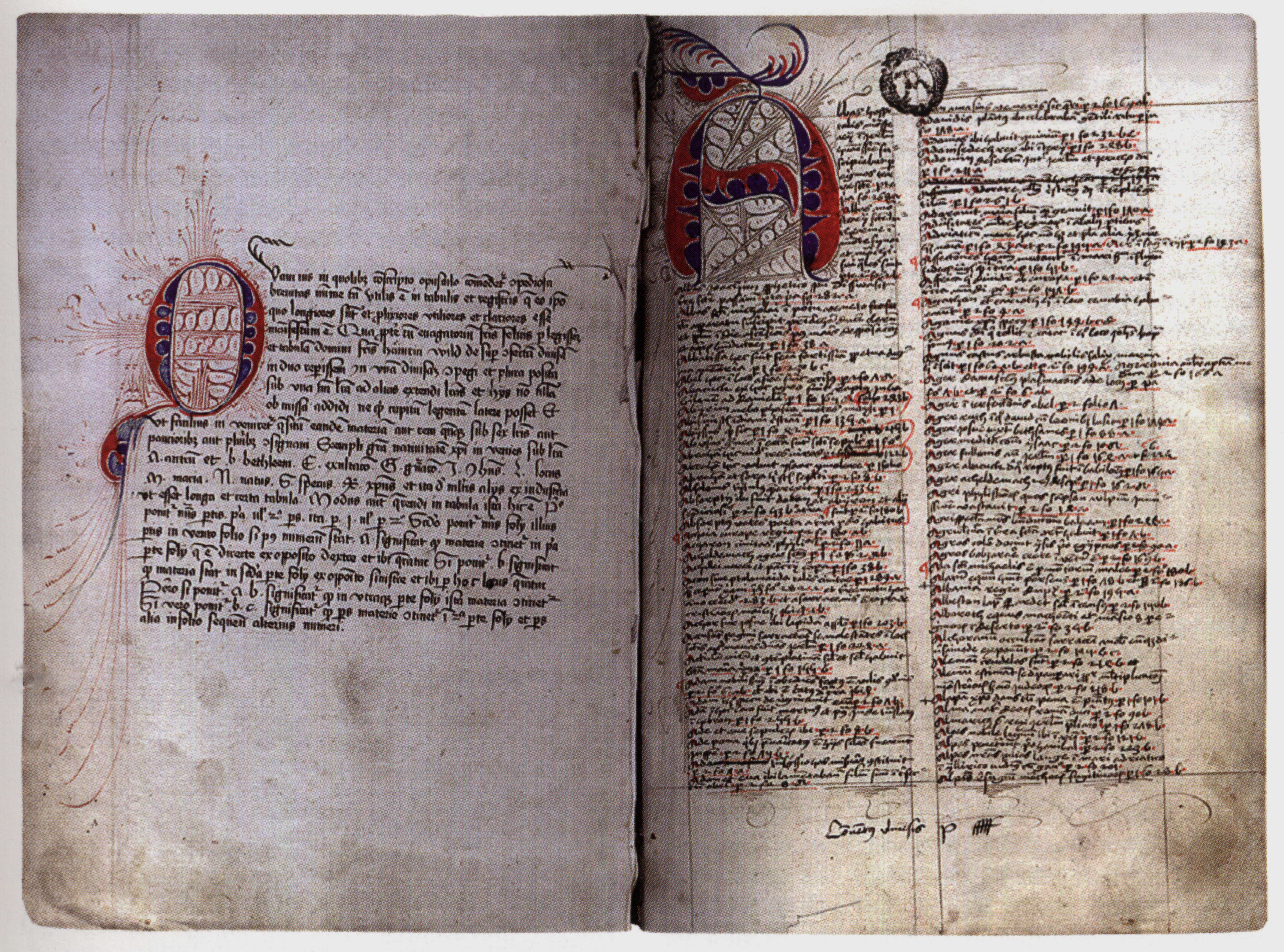
Handschrift des Evagatoriums

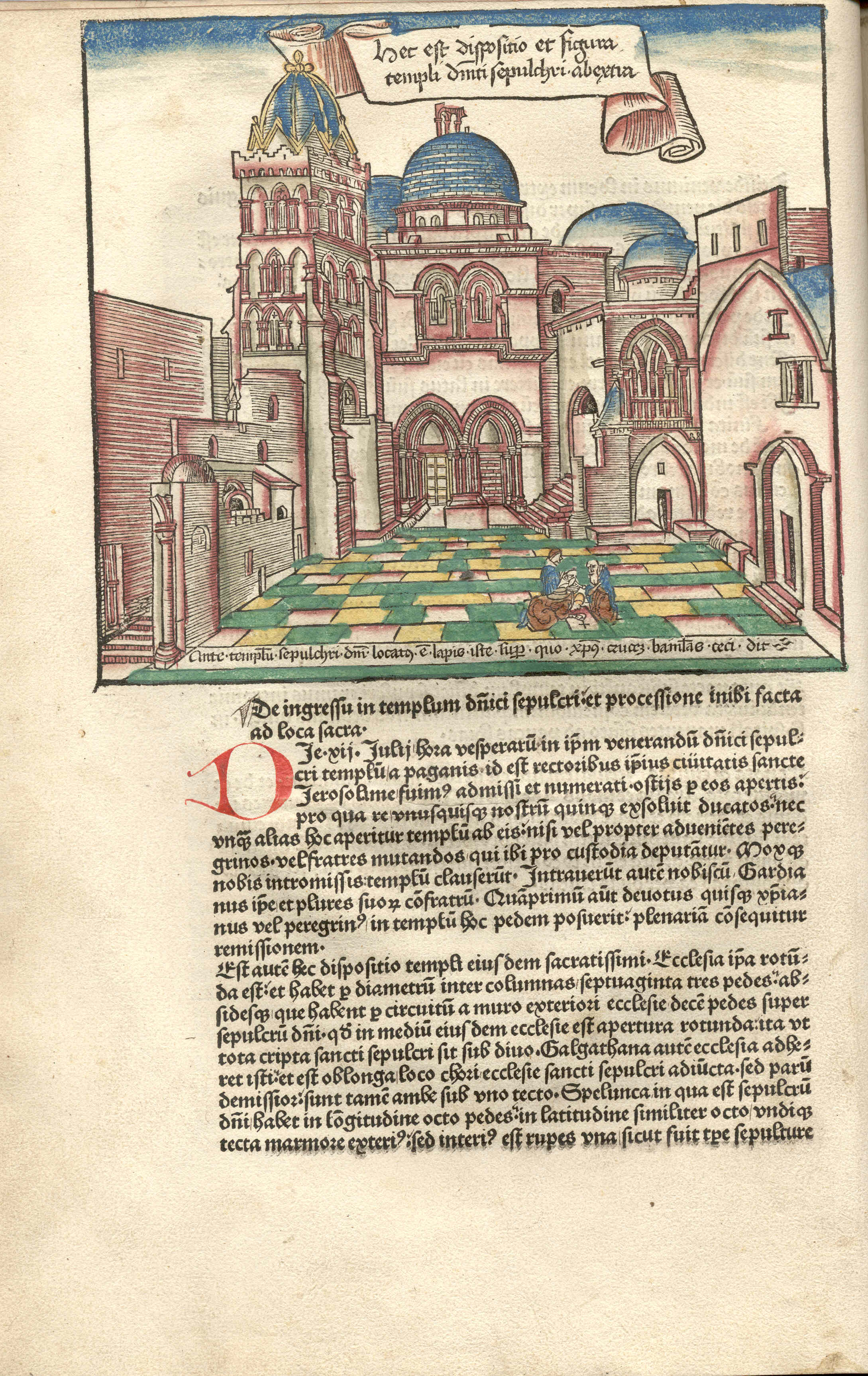
Aus Bernhard von Breydenbachs Reisebuch Sanctae Peregrinationes, gedruckt in Mainz 1486; die Illustration von Erhard Reuwich zeigt die Reisegruppe

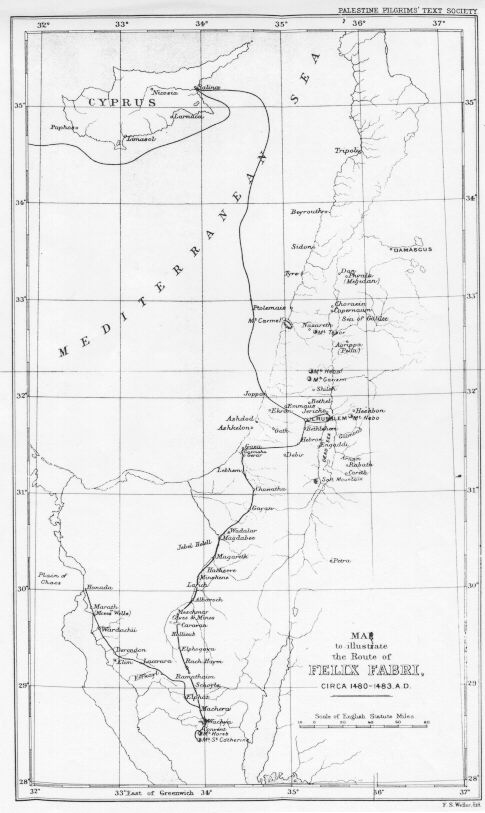
Reiseroute, Karte von 1896

Das umfangreiche lateinische Evagatorium (auf Deutsch in etwa: Buch der Abschweifungen), das Fabris Bericht von der zweiten Palästina-Reise 1483/84 enthält, liegt handschriftlich als Autograph im Cod. 19555.1.2 der Stadtbibliothek Ulm vor.
Konrad Dietrich Haßler gab es von 1843 bis 1849 in drei Bänden heraus. An einer Neuausgabe (für die Monumenta Germaniae Historica) arbeitete an der Stuttgarter Universität der Pilgerreisen-Spezialist Folker Reichert. Die Ausgabe Haßlers wurde zuerst von Austrian Literature Online (ALO) digitalisiert.
Auf der zweiten Pilgerfahrt befand sich in der Reisegruppe, der Fabri angehörte, zeitweilig auch der Mainzer Domdekan Bernhard von Breidenbach (um 1440–1497), dessen Reisebericht ab 1486 lateinisch und deutsch viele Auflagen erlebte. Eine ins Auge gefasste gemeinsame Reisebeschreibung kam dagegen nicht zustande. Auch Paul Walther aus Guglingen verfasste einen Bericht über die gleiche Reise.
Eine gedruckte deutsche Gesamtübersetzung aus dem Lateinischen existiert nicht. Unvollständig ist die 1996 publizierte Übersetzung von Herbert Wiegandt, die als einzige im Buchhandel noch erhältlich ist.
1896 legte die Palestine Pilgrims’ Text Society eine zweibändige englische Übersetzung von Aubrey Stewart vor. Sie ist allerdings ebenfalls unvollständig.
2000/2002 kam eine lateinisch-französische Ausgabe heraus. Bereits 1975 war in Kairo eine französische Übersetzung erschienen.
Das Werk „gibt nicht nur eine höchst lebendige Schilderung der abenteuerlichen Reise, sondern vor allem auch ein auf exakter Beobachtung beruhendes Bild der geographischen, religiösen und gesellschaftlichen Verhältnisse in den bereisten Ländern. Daneben stellt es mit zahlreichen historischen Rückblicken wie Abschweifungen in viele geistige Bereiche ein fesselndes Dokument des Übergangs vom Mittelalter zur Neuzeit dar.“
Noch enthusiastischer äußerte sich die britische Schriftstellerin H. F. M. Prescott (1896–1972), die Fabris Reisen drei Bücher widmete. Für sie enthält das Evagatorium „die weitschweifigste und abwechslungsreichste und dazu unterhaltendste Mischung von Frömmigkeit und Leichtsinn, Schlauheit und Einfalt, scharfer Beobachtung und Leichtgläubigkeit, die sich denken lässt, alles reichlich ausgeschmückt mit klassischem und theologischem Wissen und gewürzt mit des Bruders gutem Humor und seiner unerschöpflichen Lebensfreude.“
Ausführlicher als andere Schriftsteller beschreibt Fabri die Prozedur, mit der Adlige am Heiligen Grab in Jerusalem zu Grabesrittern geschlagen wurden.

#### Ein Rhinoceros
In seinem Evagatorium beschreibt Felix Fabri ein Rhinoceros, das er bei der Durchquerung der Wüste Sinai auf einem Hügel gesehen habe. Seine Darstellung legt allerdings nahe, dass er nicht beschrieb, was er sah, sondern was er über das Tier gelesen hatte, zum Beispiel bei Plinius, Rabanus Maurus oder Albertus Magnus, denn was er beschreibt, ähnelt eher dem legendären Einhorn und ist insofern ein Beleg für Fabris Gelehrsamkeit und für die Bewunderung eines für die Pilger unbekannten Geschöpfs. Bernhard von Breidenbach berichtete ebenfalls kurz über die Sichtung des Tieres in der Ferne, das für ein Einhorn gehalten wurde und das nach modernem Verständnis zu den Oryxantilopen gezählt werden muss. Die viel spätere Darstellung eines Rhinocerus von Albrecht Dürer aus dem Jahre 1515, die nur auf Beschreibungen beruhte, gab dem Tier in Europa zum ersten Mal ein annähernd naturalistisches Bild.

### Pilgerbuch
Die deutschsprachige Kurzfassung der 1484 abgeschlossenen Reise kann als Pilgerbuch bezeichnet werden. Das Autograph befindet sich in der Stadtbibliothek Dessau (Georg. Hs. 238. 8°, Bl. 1–232). Von dem Text existieren mehrere Abschriften und noch nicht untersuchte Bearbeitungen in Handschriften.
1556 wurde das Pilgerbuch in Frankfurt am Main gedruckt, registriert im Verzeichnis der im deutschen Sprachgebrauch erschienenen Drucke des 16. Jahrhunderts VD 16 unter F 137. 1557 erschien es ohne Angabe des Druckorts erneut (VD 16 F 137). Durch die leicht gekürzte Aufnahme in Feyerabends Reyßbuch von 1584, nochmals gedruckt 1659, wurde es weithin bekannt. In der Ausgabe von 1584 steht es auf den Blättern 122v bis 188, es nimmt also über 130 Druckseiten ein.
Moderne Bearbeitungen bzw. Auszüge publizierten Helmut Roob (Berlin 1964/Heidelberg 1965) und 1990 Gerhard E. Sollbach. Ohne Quellenangabe bearbeitete Magdalene Kuhn Auszüge aus dem Text als Pilgerbüchlein des Bruders Felix Faber, erschienen in Konstanz 1955.
In der Zimmerischen Chronik referiert der Hauschronist Froben Christoph von Zimmern die Palästina-Reise seines Großvaters, Johannes Werner des Älteren von Zimmern (1454–1495), nach Fabris und Breidenbachs Berichten. Vermutlich lagen dem Chronist sowohl das lateinische Evagatorium als auch das Pilgerbuch als Handschrift oder Druck vor.

### Die Geschichte Schwabens

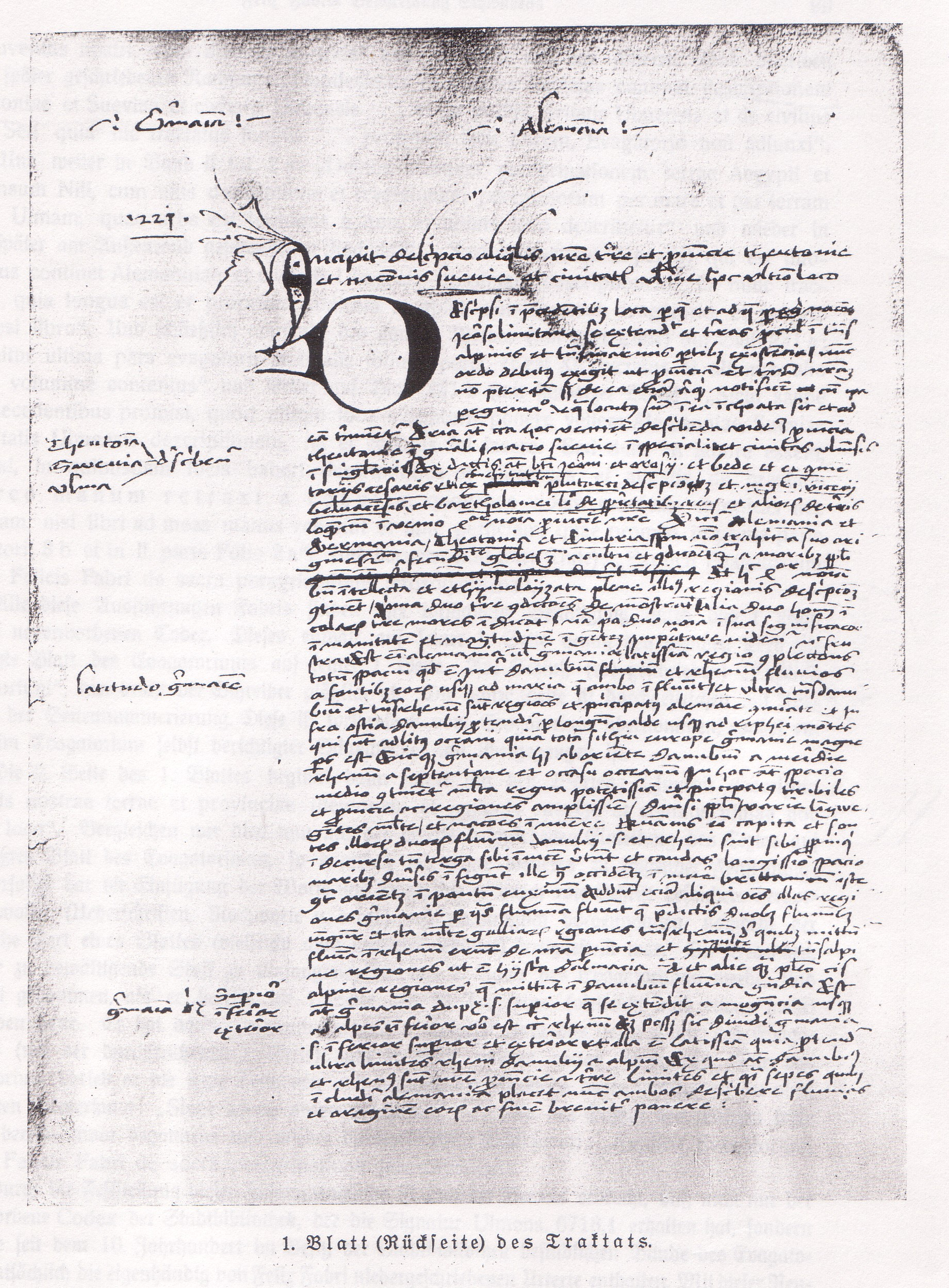
Beginn des Autographs der Beschreibung Schwabens

Die Geschichte Schwabens und Ulms wollte Fabri ursprünglich als zwölften und letzten Traktat seiner Reisebeschreibung beigeben. Daraus wurden aber eigene Bücher: die Descriptio Sueviae und der Tractatus de civitate Ulmensi.
Im November 1933 gelang der Stadt Ulm der Ankauf des längst als verschollen geglaubten Autographs des dritten Bandes des Evagatoriums mit diesen beiden Büchern in der Stadtbibliothek Ulm (cod. 19555.3).
Die Beschreibung, besser: Geschichte Schwabens, Descriptio Sueviae wurde von Melchior Goldast 1605 mit dem von ihm gewählten Titel Historia suevorum gedruckt und ist im VD 17 mit der Nummer 23:237314E verzeichnet. Online liegt dieser und der Ulmer Nachdruck von 1727 vor.
Eine moderne Ausgabe fehlt. Man hat neben der Ausgabe Goldasts den Anhang zur Tractatus-Ausgabe und die Auszüge zur Schweizergeschichte von Hermann Escher 1884, wiederum bei ALO, zu benutzen.
Das Verhältnis der Fassungen klärte Georg Leidinger 1898. 1488/89 schrieb Fabri eine vollständige Fassung nieder, die er 1493/94 kürzte. Goldast druckte die gekürzte Fassung ab.
Fabris gelehrtes Geschichtswerk ist ein Zeugnis für den damals aufkommenden, auf das Land Schwaben bezogenen Patriotismus, den die ältere Forschung gern Stammespatriotismus nannte. Der gebürtige Zürcher schreibt pro-habsburgisch und anti-eidgenössisch.

### Abhandlung von der Stadt Ulm
Der lateinische Tractatus de civitate Ulmensi ist im Autograph ebenfalls in der Stadtbibliothek Ulm erhalten: Cod. 19555.3. Sowohl die lateinische Ausgabe von Gustav Veesenmeyer 1889, einzusehen bei ALO, als auch die 1909 gedruckte deutsche Übersetzung von Konrad Dietrich Haßler dem Jüngeren liegen digitalisiert im Internet vor. Auch ein Aufsatz von 1870, eine Vorarbeit Veesenmeyers für die Ausgabe, ist als Faksimile online verfügbar.
Fabris Tractatus ist eine systematische Stadtbeschreibung mit starken historiographischen Elementen und ein bedeutsamer Versuch, die Verfassung einer spätmittelalterlichen deutschen Stadt monographisch abzuhandeln. Eine ausführliche Interpretation dieser Schrift aus neuerer Zeit gibt es nicht.
Die Fabri-Autographen mit der Signatur 19 555,1-3 der Stadtbibliothek Ulm, das heißt Evagatorium, Descriptio Sueviae und Tractatus de Civitate Ulmensi wurden im Mai 2008 sicherungsverfilmt und digitalisiert. Sie wurden als PDFs vor 2023 nach Angaben der Bibliothek ins Internet gestellt, doch wurde erst im September 2023 eine Internetadresse auf Twitter bekannt gegeben: http://openaccess-stadtbibliothek.ulm.de/pdf/Reproduktionen/19_555-1-3/.
2012 legte Folker Reichert in der Reihe Bibliotheca Suevica eine lateinisch-deutsche Neuausgabe nach dem Autograph vor.

### Die Sionpilger
Eine „geistige Pilgerschaft“ stellt die deutschsprachige Abhandlung Die Sionpilger von 1492 dar, das erste Werk Fabris, von dem es eine moderne Ausgabe gab (Wieland Carls 1999). Die für Dominikanerinnen bestimmten, von ihm selbst verfassten Auszüge aus seinen Pilgerberichten sollten das Nachvollziehen der Pilgerschaft in der Heimat als Frömmigkeitsübung ermöglichen. Die Nonnen stellten sich während der Wochen der geistlichen Pilgerschaft täglich vor, was sie im Heiligen Land oder auf der Reise sehen und welche Gebete sie verrichten würden.
Die älteste Handschrift, die sich als cod. 9727 im Stadtarchiv Ulm befindet, stammt aus dem Jahr 1493. Weitere Textzeugen existieren in der Württembergischen Landesbibliothek Stuttgart (Cod. theol. et phil. 4° 143), entstanden in Ulm 1494, und in Wien, Schottenstift Cod. 413 von 1495 aus dem Dominikanerinnenkloster Medingen. Verschollen war bis Ende 2009 die Handschrift des Berliner Königlichen Museums, aus der Röhricht/Meisner Auszüge veröffentlichten. Sie wurde in St. Petersburg wiedergefunden.
Der Text war Vorlage für eine Pilgerfahrt im Geiste von Medingen nach Jerusalem, handschriftlich in Innsbruck, Ferdinandeum Cod. FB 3172. Angeblich entstand die Handschrift 1488, dann müsste der Text auf einer früheren Fassung basieren.

### Gereimtes Pilgerbüchlein
Die erste Pilgerreise von 1480 beschrieb Fabri in 1064 recht ungelenken deutschen Versen, signiert ganz am Schluss trei f.f.f. Das von Anton Birlinger 1864 herausgegebene Pilgerbüchlein ist nur in der Abschrift eines Bruders Johannes Dillinger von 1482 im Cgm 359 der Bayerischen Staatsbibliothek überliefert.
Seit 2006 ist es als Ergänzung dieses Artikels ebenfalls auf Commons als Faksimile und auf Wikisource als E-Text zugänglich. 2008 veröffentlichte Max Schiendorfer im Internet eine Transkription der Handschrift.

### Predigten und deutsche Traktate
In einer Augsburger (ehemals Harburger) Handschrift entdeckte Karin Schneider bislang unbekannte deutsche Predigten Felix Fabris, vier signierte, drei anonyme. Sie konnte auch einen Osterpredigtzyklus mit vier Predigten in Bearbeitung eines nicht bekannten Predigers im Cgm 4375, Bl. 201v-227, und eine anonym überlieferte Weihnachtspredigt im Cgm 5140, Bl. 270-311v dem Œuvre Fabris hinzufügen.
Das Verfasserlexikon nennt nur eine deutsche Predigt in Berlin mgq 124 aus Inzigkofen über Lukas 7, 36. In Wirklichkeit handelt es sich um zwei Predigten, die Fabri in der Zisterzienserabtei Heggbach gehalten hatte: eine Sakramentspredigt über Leib und Blut Christi und eine Predigt über Gottes Liebe zu den Menschen und seine Menschwerdung (Lukas 1, 28).
Bei Studien für das Repertorium der ungedruckten deutschsprachigen Predigten des Mittelalters konnte Jacob Klingner weitere Textzeugen in Berliner Handschriften ausfindig machen. Er konnte fünf weitere Predigten identifizieren sowie zwei bessere Überlieferungen bereits bekannter Predigten. Bei vier weiteren Predigten ist es nach Klingner sehr wahrscheinlich, dass sie ebenfalls von Fabri stammen. Mit diesen hat sich die Zahl der bekannten deutschsprachigen Predigten auf 23 erhöht.
Unediert und unerforscht sind zwei umfangreiche Abhandlungen im Berliner mgq 1588 (Handschrift von 1504 aus Obermedlingen):
- Biechlin von der menschwerdung Jesu Christi und wirdt genempt das hirtlin
- Tractetli von der ewigen selikait

Berlin mgq 1121 (Handschrift von 1474-1487, aus dem Dominikanerinnenkloster Obermedlingen) überliefert einen kurzen Traktat über das Leiden Christi.
Augsburg UB, Cod. III.2.8° 58 (Handschrift nach 1502, aus dem Dominikanerinnenkloster Medingen) bringt einen umfangreichen Eucharistietraktat (Underweißung von dem hochwirdigen sacrament), der noch auf Erforschung und Edition wartet.
Eine freie Übersetzung einer lateinischen Abhandlung des Stuttgarter Dominikaners Johannes Prausser stellt Von dem regiment der andechtigen witwen dar, überliefert in Karlsruhe cod. St. Georgen 102 von 1481.

### Lateinische Geschichte des Klosters Gnadenzell in Offenhausen

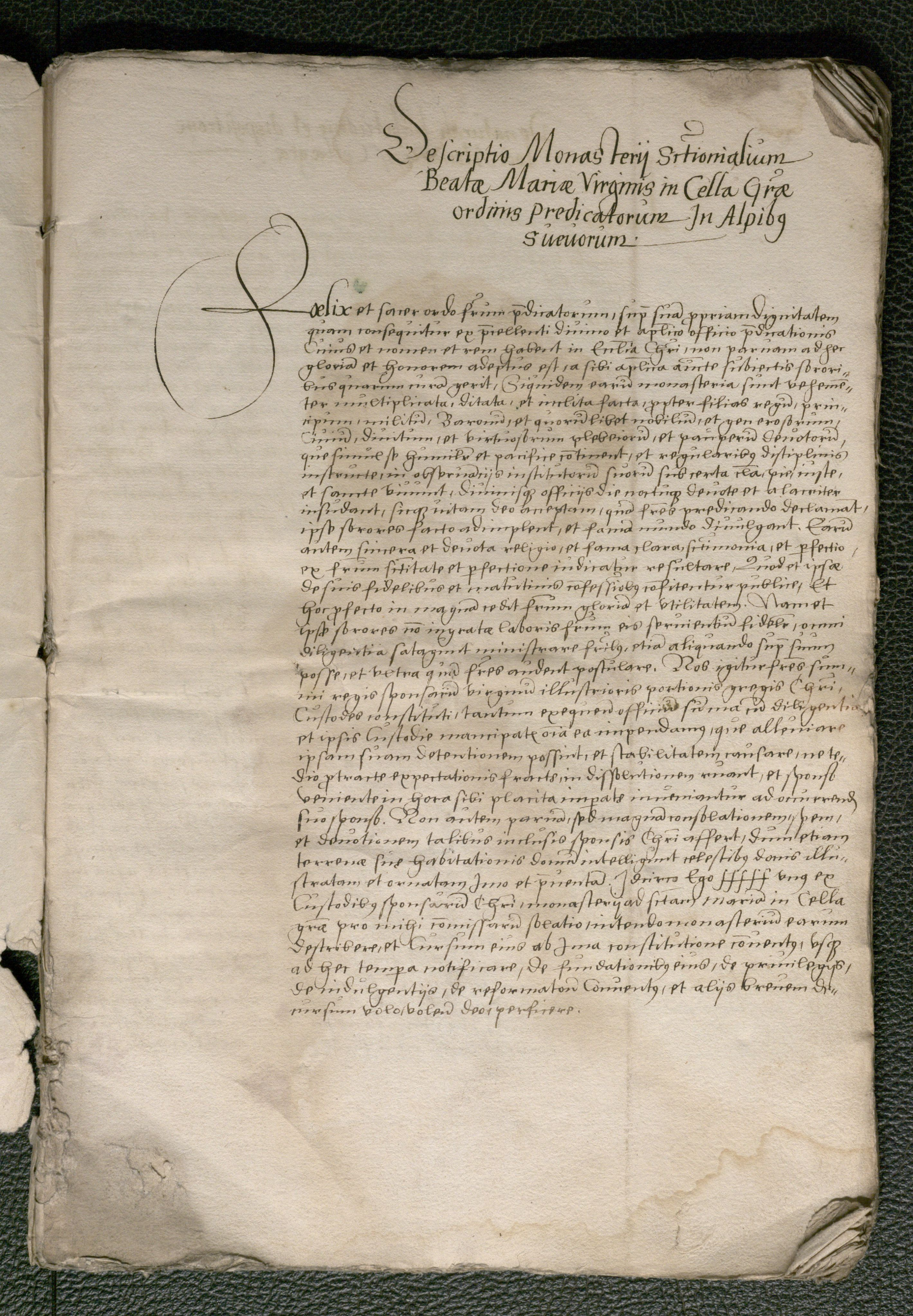
Beginn der Wiener Handschrift der Gnadenzeller Klostergeschichte

Verloren geglaubt wurde eine Geschichte des Dominikanerinnenklosters Gnadenzell in Offenhausen, die der Tübinger Professor Martin Crusius 1595/96 in seinen lateinischen Annales Suevici benutzte. Die Darstellung war von dem Bestreben geprägt, die Zeit vor dem Reform und den massiven Verfall der Disziplin von der Zeit nach der Reform 1480, die Fabri/Crusius detailliert schildern, abzugrenzen. Tabea Scheible (Böblingen) hat aber im Österreichischen Staatsarchiv, Haus-, Hof- und Staatsarchiv, RHR Judicialia miscellanea 96-28, eine Überlieferung der Descriptio monasterii sanctimonialium gefunden.

### Verlorene Schriften
Verloren sind eine Schrift über die Belagerung von Rhodos durch die Türken und eine Schrift über den Venedig-Aufenthalt 1480. Beide erwähnt Fabri in anderen Werken.

### Zusammenarbeit mit Druckern und Buchbesitz

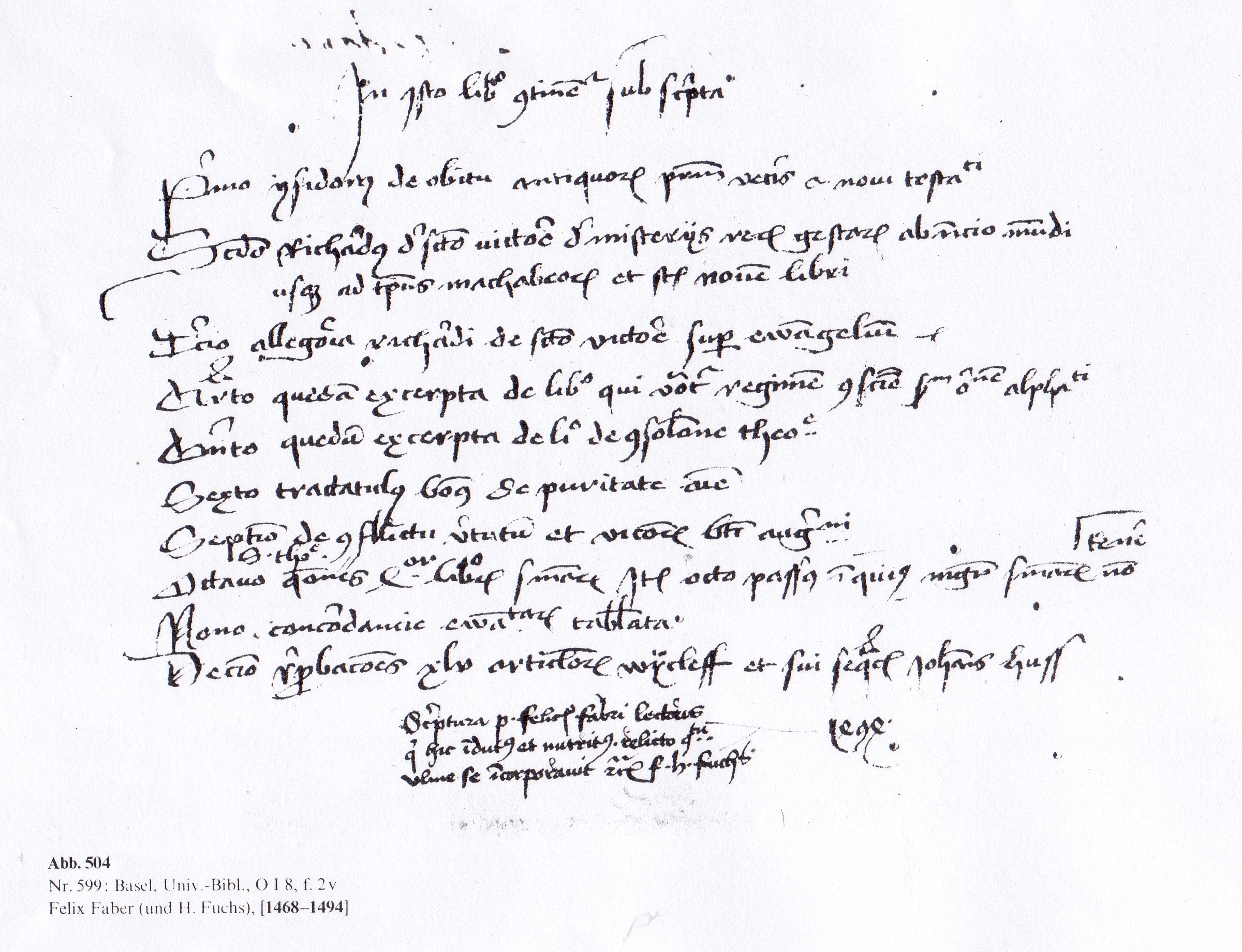
Eigenhändiges Inhaltsverzeichnis von Felix Fabri in einer Basler Handschrift

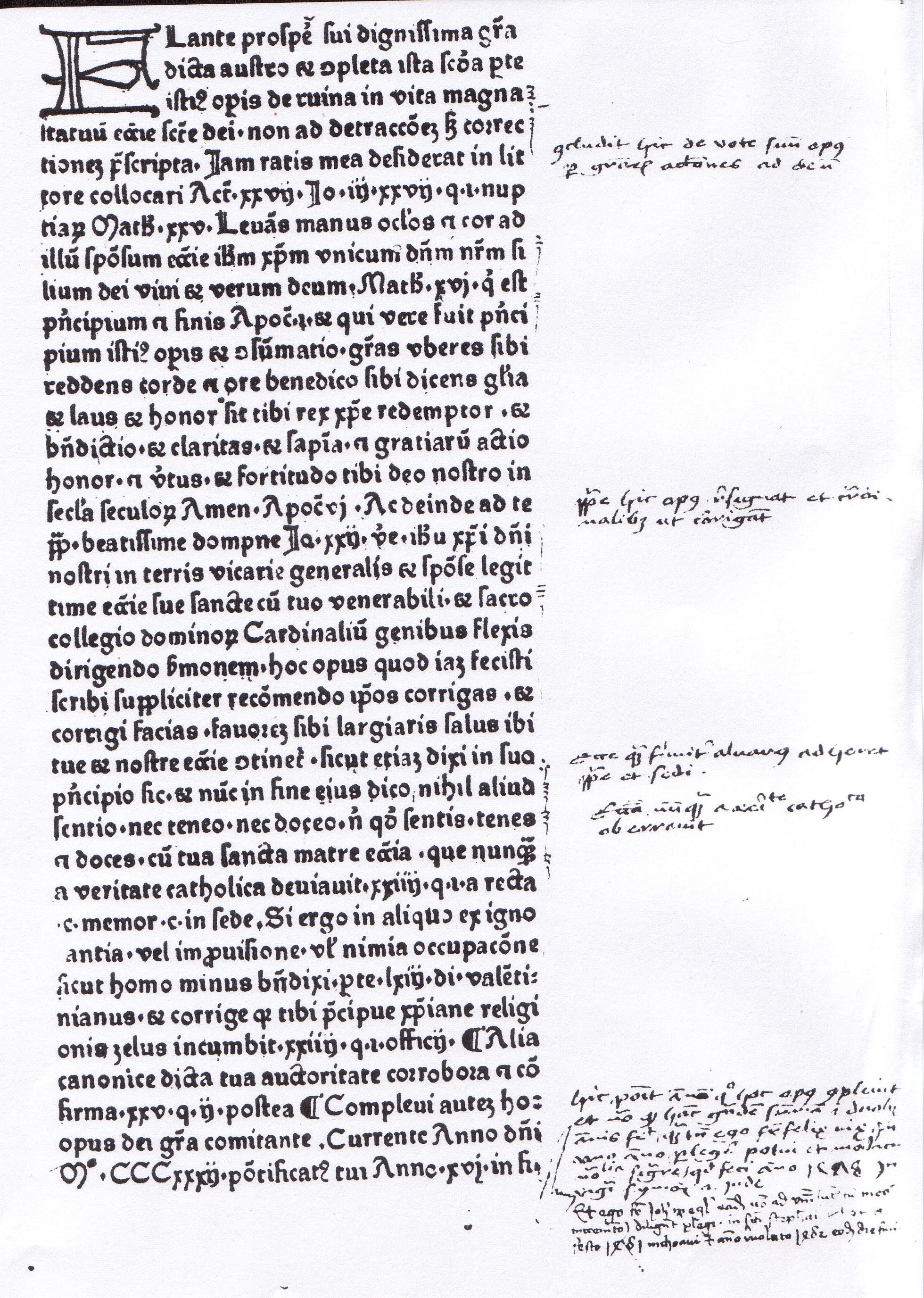
Leseeintrag von Felix Fabri, datiert 1478, in einer Ulmer Inkunabel, rechts (ohne die drei letzten Zeilen)

Der Ulmer Buchdrucker Johann Zainer war gleichsam der „Hausdrucker“ der Ulmer Dominikaner. In mindestens zwei Fällen ist Fabris Mitarbeit als Korrektor und Registerersteller nachweisbar. Vermutlich hat er darüber hinaus noch an weiteren Zainer-Drucken mitgewirkt.
Ein Exemplar der Ulmer Ausgabe der Predigten des Leonhard von Utino, gedruckt von Johann Zainer 1475, deren Register nach einem in ihm befindlichen handschriftlichen Vermerk Fabri erstellte, befand sich im Besitz der Nonne des Dominikanerinnenklosters Obermedlingen, Margarethe Schleicher, wahrscheinlich als Geschenk Fabris.
In einem weiteren Druck der Utino-Predigten (GW M17992 Hain 16119), den Zainer am 14. März 1478 vornahm, wird Fabri ausdrücklich genannt. Er fertigte ein umfangreiches Register (Tabula) als Hilfe für künftige Prediger. Ihm wurde eine eigene Vorrede beigegeben, die Fabri seinem Ulmer Prior Ludwig Fuchs widmete.
Beide Register kombinieren Sach- und Namenregister und verweisen jeweils auf die Predigtnummer sowie weitere im Predigttext markierte Unterabschnitte.
Die erste deutsche Ausgabe der Werke von Heinrich Seuse erschien 1482 in Augsburg bei Anton Sorg. Die Forschung hielt es lange für wahrscheinlich, dass Fabri die Texte dafür zusammengestellt hat, denn in der zweiten Auflage Augsburg 1512 bei Johann Othmar heißt es, die verstreuten Angaben zur Vita Seuses habe „der wirdig leßmaister bru°der Felix Fabri zu° Ulm […] mit fleiß zu°samen gelesen vnd in ordnung gesetzt in lateinischer sproch“. Allerdings lassen der Zeitpunkt von Erst- und Zweitdruck, die Wahl der Vorlagen sowie die Art der Redaktion der Seuse-Drucke kaum den sicheren Schluss auf Fabris Mitwirkung zu, die zitierte Bemerkung könnte auch nur auf eine (heute verschollene) lateinische Seuse-Vita verweisen, auf die die Othmar-Vorrede zurückgreift.
Eine lateinische Seuse Vita Fabris, die laut Martin Gerbert einer Handschrift mit Seuse-Werken im Ulmer Wengenkloster vorangestellt war muss als verloren gelten – es sei denn, man geht davon aus, dass Gerbert bei seinem Besuch im Wengenkloster lediglich den Othmar-Druck von 1512 gesehen hat. Nichts mit einem verschollenen Fabri-Text zu tun hat eine polnische Handschrift des 16. Jahrhunderts, in der die Forschung lange die Übersetzung dieser Seuse-Vita sehen wollte. Sie ist eine relativ wortgetreue Übersetzung des Othmar-Drucks von 1512.
Derzeit ist nur ein weiteres gedrucktes Buch nachweisbar, das Fabri mit handschriftlichen Randbemerkungen versehen hat: eine Ulmer Inkunabel des Alvarus Pelagius von 1474, die sich in der Stadtbibliothek Ulm unter der Signatur 14975 befindet.
Seinem Basler Konvent gehörten zwei Handschriften, in denen Fabri Spuren hinterlassen hat, beide heute in der Universitätsbibliothek Basel. Im Vorderdeckel von Cod. B VI 6 nennt Fabri sich als Besitzer der Handschrift und Sohn des Basler Konvents. In der theologischen Sammelhandschrift O I 8 schrieb Fabri ein Inhaltsverzeichnis, was ein Bruder H. Fuchs in einem Eintrag vermerkte.

## Würdigung
Fabri war kein Humanist, aber ein Gelehrter, der sich gegenüber den geistigen Innovationen seiner Zeit aufgeschlossen zeigte. Für Herbert Wiegandt war er in einem Beitrag von 2003 eine lebendige Persönlichkeit auf der Schwelle vom Mittelalter zur Neuzeit, noch gesichert in seinem Weltbild, aber mit neuer Wissbegier, neuem Realismus, neuem individuellem Erleben.

## Rezeption
Bruder Felix wurde zum Helden eines Bestsellers, nämlich des in 11 Sprachen übersetzten Mystery-Romans der US-Autorin Sheri Holman (A Stolen Tongue, 1997, deutsch: Die gestohlene Zunge), die sich an der Reisebeschreibung Fabris orientierte.
2006 wurden Zitate aus der englischen Übersetzung täglich in einem Weblog mitgeteilt.
Im September 2016 widmete sich eine wissenschaftliche Tagung in Ulm dem Werk des Dominikaners. Der Tagungsband Die Welt des Frater Felix Fabri erschien 2018.

## Ehrungen
In Ulm wurde 2018 der ehemalige Ludwig-Heilmeyer-Saal im Grünen Hof in Felix-Fabri-Saal umbenannt. Ein Wagen der Straßenbahn Ulm trägt seinen Namen.

## Schriften

### Ausgaben (soweit nicht digitalisiert)
- Voyage en Égypte de Felix Fabri, 1483. Trad. du latin, présenté et annoté par le R. P. Jacques Masson, S. J. 1–3. Institut français d’archéologie orientale, Caire 1975
- Felix Fabri: Galeere und Karawane. Bearbeitet und mit einem Nachwort versehen von Herbert Wiegandt. Edition Erdmann, Stuttgart 1996, ISBN 3-86503-232-X
- Felix Fabri: Die Sionpilger. Hrsg. von Wieland Carls. Erich Schmidt Verlag, Berlin 1999, ISBN 3-503-03799-3 (Besprechung, englisch Besprechung, deutsch)
- Félix Fabri: Les errances de frère Félix, pèlerin en Terre Sainte, en Arabie et en Égypte (1480–1483). Hrsg. von Jean Meyers und Nicole Chareyron. Band 1: CERCAM, Montpellier 2000, ISBN 2-84269-380-9; Band 2: CERCAM, Montpellier 2002, ISBN 2-84269-537-2 (Info)
- Felix Fabri OP: Tractatus de civitate Ulmensi. Traktat über die Stadt Ulm. Hrsg., übersetzt und kommentiert von Folker Reichert. Eggingen 2012 ISBN 978-3-86142-561-8

### Werke Online
Evagatorium in terrae sanctae, Arabiae et Egypti peregrinationem
- ULB Düsseldorf
- literature.at (Austrian Literature Online, ALO)
  - Bd. 1
  - Bd. 2
  - Bd. 3
- Bd. 1 Fratris Felicis Fabri Evagatorium in Terræ Sanctæ, Arabiæ et Egypti peregrinationem: Arabiæ et Egypti peregrinationem in der Google-Buchsuche; babel.hathitrust.org (U of Michigan)
- Bd. 2 Fratris Felicis Fabri Evagatorium in Terræ Sanctæ, Arabiæ et Egypti peregrinationem in der Google-Buchsuche; U of Michigan
- Bd. 3 Fratris Felicis Fabri Evagatorium in Terræ Sanctæ, Arabiæ et Egypti peregrinationem: Arabiæ et Egypti peregrinationem in der Google-Buchsuche (ebenda); babel.hathitrust.org (U of Michigan)

Deutsche Kurzfassung im Reyßbuch 1584
- Beschreibung der Wallfahrt zum H. Grab Herrn Hans Werli von Zimber und ander Herrn.

Auszüge in moderner Übersetzung
- Die Reisen des Felix Faber durch Tirol in den Jahren 1483 und 1484. Übersetzt von Josef Garber (= Schlern-Schriften 3). Innsbruck und München 1923 Tesmann.it

Englische Übersetzung von Aubrey Stewart
- Bd. 1, Teil 1.
- Bd. 1, Teil 2.
- Bd. 2, Teil 1.
- Bd. 2, Teil 2.

Tractatus de civitate Ulmensi
- literature.at
- Abhandlung von der Stadt Ulm (Übersetzung 1909) (auch bei eLexikon)

Descriptio Sueviae
- Ausgabe von 1605 Digitalisat Wolfenbüttel; Google Books
- Ausgabe 1727
- Auszüge Eschers

Die Sionpilger
- Auszüge bei Röhricht, Meisner, S. 278–296, 573–574. – Durch Carls, 1999 (siehe Literatur) überholt.

Das gereimte Pilgerbüchlein
- Felix Fabri (*1438/39 – †1502). Das strophische ʽPilgerbüchleinʼ von 1480/82. Nach der einzigen Handschrift (München, BStB: Cgm 359) herausgegeben und übersetzt von Max Schiendorfer. Neu überarbeitete Ausgabe. Zürich 2013, doi:10.5167/uzh-83874.

Übersetzung von Johannes Prausser: Traktat über die Witwenschaft (Digitalisat, Karlsruhe St. Georgen 102)